# Lac St Cyr
Pour les articles homonymes, voir Saint-Cyr.
Le lac St Cyr est une étendue d'eau située dans la province d'Alberta au Canada, à une dizaine de kilomètres au sud du bourg de Saint-Paul et du hameau de Saint-Édouard.
Par son émissaire, le lac St Cyr contribue au bassin fluvial de la rivière Saskatchewan Nord.